# Posta Fibreno
Posta Fibreno ist eine Gemeinde in der Provinz Frosinone in der italienischen Region Latium mit 1027 Einwohnern (Stand 31. Dezember 2023). Sie liegt 119 km östlich von Rom und 38 km nordöstlich von Frosinone.
|  |

## Geographie
Posta Fibreno liegt auf einem steilen Hügel oberhalb des Tals des Fibreno in der Landschaft Ciociaria.
Es ist Mitglied der Comunità Montana Valle di Comino.
Die Ortsteile sind neben der Altstadt (Centro Storico) Camminate, Campo Gizzi, Carpello, Casalvittoria, Colle Roccia, Cona, Lollo, Piscina, Pizzone und Tagliata.
Die Nachbarorte sind Alvito, Broccostella, Campoli Appennino, Fontechiari und Vicalvi.

### Verkehr
Posta Fibreno wird mit der Strada Statale 627 della Vandra, die von Sora nach Isernia führt, an das Fernstraßennetz angeschlossen.

## Bevölkerungsentwicklung
| Jahr      | 1861 | 1881 | 1901 | 1921 | 1936 | 1951 | 1971 | 1991 | 2001 |
| --------- | ---- | ---- | ---- | ---- | ---- | ---- | ---- | ---- | ---- |
| Einwohner | 912  | 987  | 1191 | 1446 | 1522 | 1550 | 1345 | 1365 | 1274 |

Quelle: ISTAT

## Politik
Seit der Kommunalwahl am 25. Mai 2014 bekleidet Adamo Pantano das Bürgermeisteramt. Er wurde am 26. Mai 2019 wiedergewählt.

## Lago di Posta Fibreno

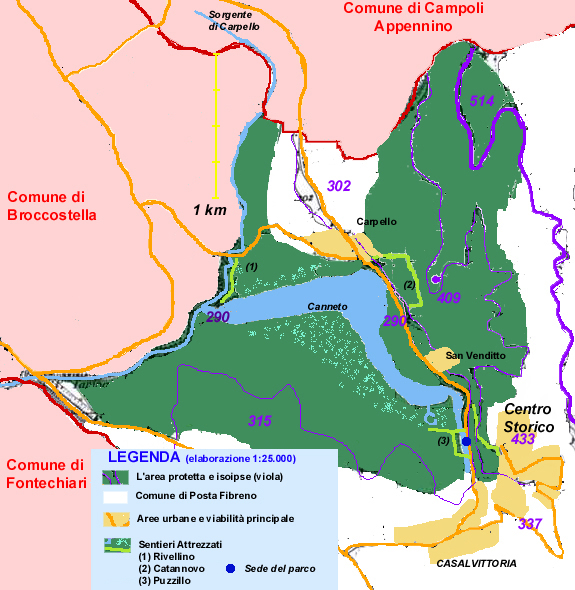
Riserva Naturale Lago di Posta Fibreno

Im Tal unterhalb der Altstadt erstreckt sich der Lago di Posta Fibreno, der das Zentrum eines 400 Hektar großen Naturpark bildet. Er wurde 1983 in Zusammenarbeit mit dem WWF gegründet. Der See ist besonders fischreich, darunter kommt der Carpione del Fibreno, eine Forellenart (Salmo fibreni), endemisch in dem See vor. Eine weitere Besonderheit ist eine Schwimmende Insel von 30 m Durchmesser, die bereits von Plinius beschrieben wurde.